# Симонец, Александр Павлович
Алекса́ндр Па́влович Симоне́ц (3 апреля 1962, Благовещенск, Амурская область, РСФСР, СССР— 6 февраля 2024, там же) — российский актёр театра и кино.

## Биография
Родился 3 апреля 1962 году в Благовещенске.
В 1979 году поступил в Цирковое училище (курс М. Румянцева) в Москве.
В 1986 году окончил в Высшее театральное училище имени Щукина (мастерская М. Тер-Захаровой) вместе с Александром Бобровским, Сергеем Жигуновым.
С 1990 года по 2013 год — артист Московского театра Сатиры. В качестве приглашённого актёра работал в театре «Бенефис».
С 2016 года — артист Амурского областного театра драмы (Благовещенск).
Был ведущим мастером сцены.
Умер 6 февраля 2024 года в Благовещенске от острой сердечной недостаточности. Похоронен в селе Семиозёрка Ивановского района Амурской области.

## Творчество

### Роли в театре
- 1990 — «Бочка мёда, или Волшебницы тоже ошибаются» П. Устинова (театр Сатиры) — Минор
- 1992 — «Босиком по парку» Нила Саймона (театр Сатиры) — телефонист
- 1992 — «Восемнадцатый верблюд» С. Алёшина (театр Сатиры) — геолог Володя
- 1992 — «Молодость короля Людовика XIV» А. Дюма (театр Сатиры) — Карл II / Герцог Анжуйский
- 1992 — «Самоубийца» Н. Эрдмана (театр Сатиры) — официант
- 1994 — «Шизофрения…как и было сказано» по роману М. Булгакова «Мастер и Маргарита» (реж. М. Зоненштраль) (театр Сатиры) — кот Бегемот
- 1995 — «Трёхгрошовая опера» Б. Брехта (театр Сатиры) — Джекоб Крючок
- 1997 — «Малыш и Карлсон, который живет на крыше» А. Линдгрен (театр Сатиры) — Карлсон
- 1997 — «Укрощение строптивой» У. Шекспира (театр Сатиры) — Транио
- 1998 — «Ревизор» Н. Гоголя (театр Сатиры) — Бобчинский
- 2000 — «Сватовство по-московски» — по мотивам пьесы А. Островского «Женитьба Бальзаминова» (театр «Бенефис») — Бальзаминов
- 2000 — «Любовное турне» — по пьесе С. Мрожека "Летний день (театр «Бенефис») — Неуд
- 2006 — «Инопланетяне» — по пьесе А. Соколовой «Фантазии Фарятьева» (театр «Бенефис») — Павел Фарятьев
- 2004 — «Нам всё ещё смешно» — спектакль, посвящённый 80-летию театра Сатиры (театр Сатиры) — Молчалин
- 2005 — «Левша» Лескова (театр Сатиры) — англичанин / купец из народа / генерал Скобелев / извозчик
- 2007 — «Слишком женатый таксист» Рэя Куни (театр Сатиры) — Джон Смит
- 2009 — «Триумф на триумфальной» А. Ширвиндта (реж. А. Ширвиндт) (театр Сатиры) — ангел
- 2010 — «Кошмар на улице Лурсин» Эжена Лабиша (театр Сатиры) — Жюль
- 2011 — «Вечерний выезд общества слепых» В. Шендеровича (театр Сатиры) — Бомжик
- 2013 — «Дураки» Нила Саймона (театр Сатиры) — кузнец
- 2015 — «Последний пылко влюблённый» Н. Саймона (Амурский ОТД) — Барни Кэшмен[1]
- 2016 — «Любовь и голуби» В. Гуркина (Амурский  ОТД) — Митя Вислухин
- 2016 — «Женский монастырь» В. Дыховичного и М. Слободского (Амурский  ОТД) — Наташин, афинянин
- 2016 — «Горький хлеб Албазина» Н. Дьяковой (Амурский ОТД) — Тихон
- 2016 — «Новогодняя планета детства» Н. Ясминской (Амурский ОТД) — Кузька, пятый цветок
- 2017 — «Месье Амилькар, или Человек, который платит» И. Жамиака  (Амурский ОТД) — Амилькар
- 2017 — «Дикарь» А. Касона (Амурский ОТД) — профессор
- 2017 —  «Палата бизнес-класса» А. Коровкина (Амурский ОТД) — Разницкий
- 2017 —  «Чудеса под Новый год» Д. Голубецкого (Амурский ОТД) — Царь Василий
- 2018 —  «Тартюф, или Обманщик» Мольера (Амурский ОТД) — Клеант
- 2018 — «Искушение» Н. Дьяковой (Амурский ОТД) — Пьер Кольмар
- 2018 — «Щелкунчик» Н. Дьяковой (Амурский ОТД) — король, казначей
- 2019 — «Селфи со склерозом» А. Володарского (Амурский ОТД) — Склероз
- 2019 — «Двенадцатая ночь» В. Шекспира (Амурский ОТД) — Мальволио
- 2019 — «Дура» М. Ашара (Амурский ОТД) — Морестан
- 2020 — «Евгений Онегин» А. Пушкина (Амурский ОТД) — француз
- 2020 —  «День рождения Машки Сидоровой» С. Смирнова (Амурский ОТД) — кот Ипполит
- 2021 —  «Антон Палыч» Р. Салахова, Ю. Полосенко и Е. Войтенко (Амурский ОТД) — гость салона
- 2021 —  «Весы» Е. Гришковца (Амурский ОТД) — Игорь
- 2021 —  «Преступление и наказание» Ф. Достоевского (Амурский ОТД) — Мармеладов
- 2021 —  «Тайна лебединого озера» Н. Дьяковой (Амурский ОТД) — церемониймейстер
- 2022 — «Слуга двух господ» К. Гольдони (Амурский ОТД) — доктор Ломбарди
- 2022 — «Ханума» А. Цагарели (Амурский ОТД) — князь Вано Пантиашвили
- 2023 — «Последняя любовь Насреддина» В. Константинова и Б. Рацера (Амурский ОТД) — эмир
- 2023 — «Тётушка Чарли» Б. Томаса (Амурский ОТД) — Брассэт
- 2023 — «Мастер и Маргарита» М. Булгакова (Амурский ОТД) — Босой[1]

### Роли в кино
- 2002—2005 — «Дружная семейка» — Александр Потыкаев, отец семейства (главная роль)
- 2003 — «Возвращение Мухтара-1» (33-я серия) — Медвежатник
- 2006—2008 — «Счастливы вместе» — эпизод
- 2007 — «Формула стихии» — Сечкин
- 2007 — «Путейцы» (3-я серия)
- 2007 — «Приключения солдата Ивана Чонкина» — Песков
- 2007 — «На пути к сердцу» — эпизод
- 2008 — «Глухарь» (39-я серия) — мужчина
- 2008 — «Вопреки здравому смыслу» — Бахус
- 2008 — «Моя прекрасная няня» — офицер суворовского училища
- 2009 — «Безмолвный свидетель-3» (64-я серия) — Виктор
- 2010 — «Черкизона. Одноразовые люди» — прапорщик Варенцов
- 2012 — «Кошмар на улице Лурсин» (фильм-спектакль) — Жюль, лакей

## Награды и звания
- 1994 — Лауреат премии М. Чехова за роль Герцога Анжуйского в спектакле «Молодость короля Людовика XIV».